# 阿兰维尔
阿兰维尔（法語：Allainville，法語發音：[alɛ̃vil]）是法国伊夫林省的一个市镇，属于朗布依埃区。

## 地理
阿兰维尔（48°27'26"N, 1°53'47"E）面积16.3 平方千米，位于法国法蘭西島大區伊夫林省，该省份为法国北部内陆省份，北起瓦兹河谷省，西接厄尔省，西南接厄尔-卢瓦省，东南接埃松省，东临上塞纳省。
与阿兰维尔接壤的市镇（或旧市镇、城区）包括：帕赖杜阿维尔、沙蒂尼翁维尔、博斯地区加朗西耶尔、桑维尔、班维尔勒加亚尔、聖馬丹-德布雷唐庫爾、科尔布勒斯。

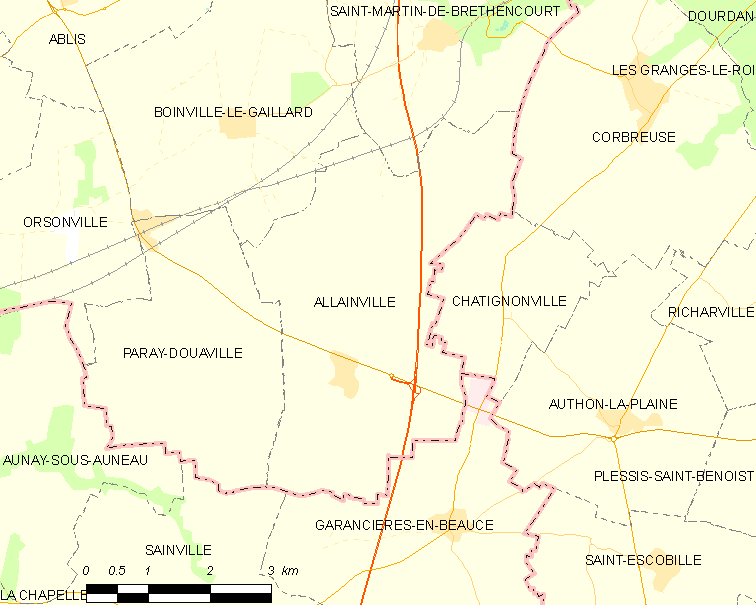
阿兰维尔的OSM定位图

阿兰维尔的时区为UTC+01:00、UTC+02:00（夏令时）。

## 行政
阿兰维尔的邮政编码为78660，INSEE市镇编码为78009。

## 政治
阿兰维尔所属的省级选区为朗布依埃县。

## 人口

1962-2008年间阿兰维尔人口变化图示

阿兰维尔于2022年1月1日时的人口数量为281人。